# آذر منصوری
آذر منصوری (زادهٔ ۱۳۴۳) سیاستمدار اهل ایران است. او دبیرکل حزب اتحاد ملت ایران اسلامی و رئیس جبهه اصلاحات ایران است‌.
منصوری در بحبوحه اعتراضات پس از انتخابات ریاست‌جمهوری ۱۳۸۸ ایران، درحالی‌که معاون سیاسی دبیرکل جبهه مشارکت بود، بازداشت و به سه سال حبس محکوم شد. او در پرونده دیگری مربوط به سال ۱۴۰۱، به یک سال حبس و ۲ سال محرومیت از فعالیت‌های اجتماعی محکوم شد.

## زندگی
آذر منصوری در ۱۳۴۳ در شهر ری به دنیا آمد. او تا ۱۳۹۹ در قرچک سکونت داشت. او در مقطع کارشناسی مهندسی صنایع غذایی و در مقطع کارشناسی ارشد و دکترای تاریخ تحصیل کرده‌است.
منصوری عضو شورای مشاوران سید محمد خاتمی و عضو شورای مرکزی، دفتر سیاسی و نیز معاون سیاسی دبیرکل جبهه مشارکت ایران اسلامی بود.

### بازداشت در سال ۱۳۸۸
در جریان اعتراضات پس از انتخابات ریاست‌جمهوری دهم ایران، منصوری در هنگام بازگشت از منزل خواهرش در ۲ شهریور ۱۳۸۸ در خیابان بازداشت شد. او که در آن زمان معاون سیاسی دبیرکل جبهه مشارکت بود؛ بعداً به اتهام اخلال در نظم عمومی از طریق شرکت در تجمعات، تبلیغ علیه نظام، نشر اکاذیب و اجتماع و تبانی به قصد برهم زدن امنیت ملی به سه سال حبس محکوم شد. او در ۲۵ اسفند ۱۳۸۸ به یک مرخصی ۲۰ روزه از زندان آمد.
او‌ پس از آزادی، در سال ۱۳۹۵، رییس ستاد انتخاباتی در انتخابات ریاست جمهوری و شورای شهر تهران از جانب حزب اتحاد ملت ایران اسلامی بود. منصوری در سال ۱۳۹۸، در حالی که عضو شورای عالی سیاست گذاری اصلاح‌طلبان بود، برای انتخابات مجلس یازدهم ثبت‌نام کرد. هیئت اجرایی این انتخابات ولی صلاحیت او را تأیید نکرد.

### پرونده قضایی در سال ۱۴۰۱
در‌‌ اسفند ۱۴۰۱، دادستانی علیه منصوری اعلام جرم کرد. دلیل اعلام جرم، ادعاهای بدون سند و متعدد منصوری عنوان شده بود که برای آنها هیچ مدرکی ارائه نشد. همچنین کیفرخواستی به‌علت بیانیه ۷۷ نفر و اظهاراتش دربارهٔ مسمومیت زنجیره‌ای در مدارس دخترانه علیه او صادر شد.‌‌ پرونده قضایی منصوری با عناوین اتهامی «نشر اکاذیب به قصد اضرار به غیر، تبلیغ علیه نظام و تشویش اذهان عمومی از طریق انتشار مطالب در فضای مجازی» به دادگاه ارجاع داده شد. که بعدا از عنوان «تبلیغ علیه نظام» تبرئه شد. منصوری در دادگاه تجدید نظر به یک سال حبس و دو سال محرومیت از فعالیت‌های سیاسی، رسانه‌ای، حزبی و اجتماعی محکوم شد. منصوری از آن زمان از ادامهٔ تحصیل محروم شده‌است.

### در جبهه اصطلاحات
او همچنین از اعضای کمیته مرکزی حزب اتحاد ملت ایران اسلامی است و در آذر ۱۴۰۰ به عنوان دبیرکل این حزب انتخاب شد. پیش از این علی شکوری‌راد دبیرکل این حزب بود.‌ وی در دی ۱۴۰۱ در مقام خود ابقا شد.
منصوری در ۴‌ تیر ۱۴۰۲ دبیرکل جبهه اصلاحات شد. او تنها نامزد تصدی ریاست جبهه اصلاحات ایران بود که با کسب ۳۱ رأی از آرای ۴۱ عضو حاضر جبهه اصلاحات،‌ به این منصب نصب شد. پیش از این بهزاد نبوی برای دوره دوساله رئیس جبهه اصلاحات بود که در آخرین روزهای سال ۱۴۰۱، از این سمت کناره‌گیری کرده بود.‌ این انتصاب با اعتراضاتی از سوی برخی اصلاح‌طلبان مواجه شد و این انتخاب را یک انتخاب جنسیتی دانستند.
در ۳۱‌‌ تیر ۱۴۰۲، کمتر از ۱ ماه پس از انتصاب او به این منصب، کمیسیون ماده 10 احزاب، او را به همراه ۱۲ تن دیگر، رد صلاحیت کرد. دلیل رد صلاحیت منصوری، محکومیت قطعی او در قوه قضائیه عنوان شده بود. به همین خاطر انتخاب وی به عنوان رئیس جبهه اصلاحات خلاف قانون عنوان شد. همچنین عضویت منصوری در شورای مرکزی حزب اتحاد ملت نیز از بابت این رد صلاحیت مورد تردید قرار گرفت.‌ اما او همچنان در این سمت باقی ماند. به گفته جواد امام، سخنگوی جبهه اصلاحات،‌ هیچگونه پیام رسمی از جانب کمیسون به جبهه اصلاحات و شخص منصوری از این بابت ارسال نشده است.

## نظرهای سیاسی
منصوری به عنوان رئیس جبهه اصلاحات، از مخالفان حمایت از کاندیداهای غیراصلاح‌طلب در انتخابات بود. او از موافقان مذاکره با آمریکاست